# Leichtathletik-Länderkampf der Frauen 1968 BR Deutschland – Niederlande – Rumänien
| 6. Leichtathletik-Länderkampf mit bundesdeutscher Beteiligung 1968  | 6. Leichtathletik-Länderkampf mit bundesdeutscher Beteiligung 1968 |
| ------------------------------------------------------------------- | ------------------------------------------------------------------ |
|                                                                     |                                                                    |
| Ländervergleich der Frauen: BR Deutschland – Niederlande – Rumänien |                                                                    |
| Austragungsort                                                      | Osnabrück                                                          |
| Wettbewerbe                                                         | 11                                                                 |
| Datum                                                               | 30. Juni                                                           |
| 1. FRG 2. NLD 3. ROU                                                | 93 Punkte 79 Punkte 61 Punkte                                      |
| Chronik                                                             |                                                                    |
| ← FRA-FRG (M)                                                       | FRG-HUN (M) →                                                      |

Der sechste Vergleich des Länderkampfjahres 1968 war der erste Länderkampf der Frauen in dieser Saison. Am 30. Juni traten die bundesdeutschen Leichtathletinnen in Osnabrück zu einem Dreiländertreffen gegen die Niederlande und Rumänien an. Diese Begegnung war eine Premiere.

## Wettbewerbe und Modus
Auf dem Programm standen die bei Länderkämpfen üblichen elf Disziplinen, die identisch waren mit den damals bei Olympischen Spielen angebotenen Frauenwettbewerben. Die Wertung erfolgte nach folgendem System:

Einzeldisziplinen:1. Platz: 7 Punkte / 2. Pl.: 5 P / 3. Pl.: 4 P / 4. Pl.: 3 P / … – Staffel:  1. Pl.: 7 P / 2. Pl.: 4 P / 3. Pl.: 2 P

## Ergebnis
Im Bereich Lauf waren die Niederländerinnen mit drei Disziplinsiegen bei zwei Doppelerfolgen das stärkste Team. Die Bundesrepublik Deutschland kam hier auf zwei Siege bei einem Doppelerfolg. Die Staffel entschied die Bundesrepublik für sich. In beiden Sprüngen gab es rumänische Einzelsiege, aber die Disziplinwertungen gingen einmal an die Bundesrepublik und einmal an die Niederlande. In der Kategorie Wurf/Stoß kamen die Rumäninnen zu ihrem einzigen Disziplinsieg. Die beiden anderen Wettbewerbe in diesem Bereich gewann die Bundesrepublik. In der Endabrechnung setzten sich die bundesdeutschen Leichtathletinnen durch und siegten mit 93 Punkten vor den Niederländerinnen (79 Punkte). Rumänien wurde Dritter mit 61 Punkten.

## Resultate

### 100 m
| Platz | Athletin              | Land | Zeit (s) |
| ----- | --------------------- | ---- | -------- |
| 1     | Wilma van den Berg    | NLD  | 11,6     |
| 2     | Truus Hennipman       | NLD  | 11,8     |
| 3     | Karin Reichert-Frisch | FRG  | 11,8     |
| 4     | Erika Rost            | FRG  | 11,9     |
| 5     | Ruxandra Marinescu    | ROU  | 12,3     |
| 6     | Aura Petrescu         | ROU  | 12,5     |

### 200 m
| Platz | Athletin        | Land | Zeit (s) |
| ----- | --------------- | ---- | -------- |
| 1     | Rita Jahn       | FRG  | 23,8     |
| 2     | Halina Herrmann | FRG  | 24,0     |
| 3     | Truus Hennipman | NLD  | 24,0     |
| 4     | Mieke Sterk     | NLD  | 24,0     |
| 5     | loana Petrescu  | ROU  | 25,2     |
| 6     | Aura Petrescu   | ROU  | 25,6     |

### 400 m
| Platz | Athletin               | Land | Zeit (s) |
| ----- | ---------------------- | ---- | -------- |
| 1     | Amelia Louer           | NLD  | 53,7     |
| 2     | Hermina van der Hoeven | NLD  | 53,9     |
| 3     | Helga Henning          | FRG  | 54,8     |
| 4     | Gisela Köpke           | FRG  | 56,3     |
| 5     | Alexandrina Badescu    | ROU  | 56,3     |
| 6     | Viorica Gabor          | ROU  | 58,3     |

### 800 m
| Platz | Athletin                | Land | Zeit (min) |
| ----- | ----------------------- | ---- | ---------- |
| 1     | Ilja Keizer             | NLD  | 2:02,2     |
| 2     | Ileana Silai            | ROU  | 2:02,5     |
| 3     | Maria Gommers           | NLD  | 2:03,0     |
| 4     | Anita Rottmüller-Wörner | FRG  | 2:04,9     |
| 5     | Karin Kessler           | FRG  | 2:06,5     |
| 6     | Cecilia Berna           | ROU  | 2:09,0     |

### 80 m Hürden
| Platz | Athletin         | Land | Zeit (s) |
| ----- | ---------------- | ---- | -------- |
| 1     | Inge Schell      | FRG  | 10,8     |
| 2     | Valeria Bufanu   | ROU  | 10,9     |
| 3     | Heide Rosendahl  | FRG  | 11,0     |
| 4     | Hilly Gankema    | NLD  | 11,1     |
| 5     | Rita van Slootei | NLD  | 11,3     |
| 6     | Viorica Enescu   | ROU  | 11,8     |

### 4 × 100 m Staffel
| Platz | Besetzung      | Land                                                            | Zeit (s) |
| ----- | -------------- | --------------------------------------------------------------- | -------- |
| 1     | BR Deutschland | Erika Rost Karin Reichert-Frisch Rita Jahn Ingrid Becker        | 44,7     |
| 2     | Niederlande    | Wilma van den Berg Mieke Sterk Truus Hennipman Corrie Bakker    | 44,9     |
| 3     | Rumänien       | Ruxandra Marinescu Aura Petrescu Ioana Petrescu Sanda Angelescu | 47,3     |

### Hochsprung
| Platz | Athletin            | Land | Höhe (m) |
| ----- | ------------------- | ---- | -------- |
| 1     | Cornelia Popescu    | ROU  | 1,66     |
| 2     | Tilli van der Raadt | NLD  | 1,63     |
| 3     | Marian Ackermans    | NLD  | 1,55     |
| 4     | Rita Kreß           | FRG  | 1,55     |
| 5     | Charlotte Marx      | FRG  | 1,55     |
| 6     | Elena Vintilă       | ROU  | 1,50     |

### Weitsprung
| Platz | Athletin             | Land | Weite (m) |
| ----- | -------------------- | ---- | --------- |
| 1     | Viorica Viscopoleanu | ROU  | 6,44      |
| 2     | Ingrid Becker        | FRG  | 6,22      |
| 3     | Heide Rosendahl      | FRG  | 6,21      |
| 4     | Corrie Bakker        | NLD  | 6,15      |
| 5     | Ciska Jansen         | NLD  | 6,11      |
| 6     | Elena Vintilă        | ROU  | 6,09      |

### Kugelstoßen
| Platz | Athletin             | Land | Weite (m) |
| ----- | -------------------- | ---- | --------- |
| 1     | Marlene Fuchs        | FRG  | 16,77     |
| 2     | Els van Noorduyn     | NLD  | 16,59     |
| 3     | Gertrud Schäfer      | FRG  | 15,59     |
| 4     | Ana Sălăgean         | ROU  | 15,46     |
| 5     | Mieke van Rangelrooy | NLD  | 14,24     |
| 6     | Elena Elic           | ROU  | 14,12     |

### Diskuswurf
| Platz | Athletin           | Land | Weite (m) |
| ----- | ------------------ | ---- | --------- |
| 1     | Lia Manoliu        | ROU  | 57,98     |
| 2     | Liesel Westermann  | FRG  | 57,68     |
| 3     | Olimpia Cataramă   | ROU  | 53,66     |
| 4     | Ans de Bruin       | NLD  | 50,98     |
| 5     | Brigitte Berendonk | FRG  | 47,16     |
| 6     | Jet van de Giessen | NLD  | 45,02     |

### Speerwurf
| Platz | Athletin        | Land | Weite (m) |
| ----- | --------------- | ---- | --------- |
| 1     | Ameli Koloska   | FRG  | 57,94     |
| 2     | Almut Brömmel   | FRG  | 50,86     |
| 3     | Mihaela Peneș   | ROU  | 49,12     |
| 4     | loana Stancu    | ROU  | 47,04     |
| 5     | Hennie de Bruin | NLD  | 41,06     |
| 6     | Greet Versterre | NLD  | 40,64     |